# Ibrahim Hazzazi
Ibrahim Ahmad Taib Hazazzi (Gedda, 22 novembre 1984) è un ex calciatore saudita, di ruolo difensore.

## Caratteristiche tecniche
È un terzino destro.

## Carriera

### Club
Comincia a giocare all'Al-Ahli. Nel 2012 passa all'Al-Ittihad. Nel 2013 si trasferisce all'Al-Ettifaq. Nel 2014 viene acquistato dall'Al-Orobah. Nel novembre 2015, dopo due brevi esperienze con il Concordia Chiajna in Romania e con il Najran in patria, rimane svincolato.

### Nazionale
Ha debuttato in Nazionale il 24 giugno 2007, nell'amichevole Emirati Arabi Uniti-Arabia Saudita (0-2). Ha partecipato, con la Nazionale, alla Coppa d'Asia 2007. Ha collezionato in totale, con la maglia della Nazionale, 9 presenze.